# Balonmano Ciudad Real
Il Balonmano Ciudad Real è stato un club spagnolo di pallamano, con sede nella città di Ciudad Real.

## Storia
Venne fondata nel 1983 con il nome di  Asociación Deportiva Cultural Caserío Vigón; dieci anni più tardi, la seconda squadra cittadina ne rilevò i diritti e cambiò la denominazione in BM Ciudad Real. 
Ebbe il suo periodo d'oro nel primo decennio del Duemila; nel 2011 però, a causa di alti debiti la squadra venne disolocata a Madrid, prendendo la denominazione di Atlético Madrid e di conseguenza cessando di esistere.

## Palmares

### Competizioni nazionali
- Liga ASOBAL: 5

2003-04, 2006-07, 2007-08, 2008-09, 2009-10
- Coppa del Re: 3

2002-03, 2007-08, 2010-11
- Coppa ASOBAL: 6

2003-04, 2004-05, 2005-06, 2006-07, 2007-08, 2010-11
- Supercoppa ASOBAL: 3

2005, 2008, 2011

### Competizioni internazionali
- Champions League: 3

2005-06, 2007-08, 2008-09
- Champions Trophy: 3

2005, 2006, 2008
- Coppa delle Coppe: 2

2001-02, 2002-03
- Super Globe: 2

2007, 2010